# 카미노 (스타워즈)
카미노(Kamino)는 《스타워즈》에 나오는 가공의 행성이다. 은하계 가장 외곽에 위치해 있으며, 행성 표면 전체가 하나의 광대한 바다로 덮여 있다. 키가 크고 우아한 느낌을 주는 카미노인들이 살고 있다. 카미노인들은 그들의 극히 뛰어난 클론 기술로 유명하며, 은하 공화국 군대를 양성하는 데에 큰 도움을 주었다.

## 역사

### 클론 전쟁 전
제다이 기사단의 오비완 케노비 기사는 파드메 아미달라를 암살하려 한 암살자의 몸에 박혀 있는 독침이 카미노에서 제작된 것이라는 사실을 전해듣고 카미노로 향하게 된다. 그리고 그곳에서, 그는 거대한 클론 군대가 만들어지고 있음을 알게 된다.

### 클론 전쟁
클론 전쟁 기간 동안에 카미노는 외딴 행성에서 공화국 군대의 핵심 기지로 부상하게 된다. 클론 병사들이 대부분 이곳에서 훈련을 받았으며, 생산도 이곳에서 이루어졌다. 클론전쟁 동안 그리버스 장군이 이곳을 기습하여 클론의 생산을 멈추려 했으나, 공화국 군대의 필사적인 저항 끝에 실패하였다.

### 제국 성립 이후
제국이 성립된 이후, 이 곳의 모든 클론 생산 시설들은 하나도 남김없이 폐쇄당했다. 이후의 기록은 남아있지 않다.